# ICON-SCM
ICON-SCM ist ein Softwarehersteller und Lösungsanbieter mit Sitz in Karlsruhe und San Jose (Kalifornien). Das Unternehmen wurde 1992 von Michael Keppler und Kurt Mannchen in Karlsruhe gegründet.
Der Schwerpunkt liegt auf integrierten Supply-Chain-Planning-, Collaboration- und Liability-Management-Lösungen. Diese decken viele Supply Chain Planungs-Prozesse wie etwa Sales and Operations Planning, Demand Planning, Supply Chain Visibility und Liability Planning ab und sind insbesondere auf effiziente und kostengünstige Verfahren (Best Practice) in der Hightech-Industrie abgestimmt. Kernteile der Planungslösung sind seit 2010 patentrechtlich geschützt (Patent  US7974720.‌).
Zu den Anwendern gehören unter anderem Hewlett-Packard, Western Digital, Honeywell, Sanmina-SCI, Foxconn, Microsoft, RadiSys sowie seit 2012 auch Canon.
Bei der Verleihung des Supply Chain Innovation Awards 2009 während der jährlichen Konferenz des Council of Supply Chain Management Professionals (CSCMP) in Chicago wurden ICON-SCM und Tellabs im September 2009 mit dem weltweit zweiten Platz für seine Lösung A Framework for Success: Improving the Efficiency of Outsourced Manufacturing Operations ausgezeichnet. Die Fallstudie beschreibt die Problemstellung und Lösungsstrategie, die im Rahmen eines gemeinsamen Implementierungsprojekts umgesetzt wurde.
Seit November 2010 wurden ICON-Lösungen auch durch SAP unter der Bezeichnung „SAP® Supply Chain Response Management by ICON-SCM“ vertrieben.
Ende Juli 2013 wurde ICON-SCM von dem amerikanischen Unternehmen E2open übernommen und daher in E2open AG umbenannt.